# Acer kuomeii
Acer kuomeii — вид квіткових рослин з родини сапіндових (Sapindaceae).

## Опис
Дерева 8–10 метрів заввишки, однодомні. Кора жовтувато-коричнева чи темно-коричнева, гладка. Гілочки тонкі, голі. Листя: ніжка 3–5 см, міцна, гола; листкова пластинка 9–11 × 11–13 см, гола чи майже так, за винятком пучків жовтуватих волосків у пазухах жилок, зазвичай 7-, рідко 5-лопатева; частки подовжено-яйцеподібні чи яйцеподібні, край розріджено городчастий, верхівка гостра. Суцвіття верхівкове, 5–7 см, багатоквіткове. Чашолистків 5, пурпурові, яйцювато-довгасті, верхівка тупа. Пелюсток 5, білі, довгасті чи яйцеподібні. Тичинок 8. Плід жовтуватий, голий; горішки кулясті, сильно опуклі, ≈ 5 мм в діаметрі; крило з горішком 2.5–3 × 1–1.5 см, крила тупо розпростерті, верхня частина загнута. Квітне у квітні й травні, плодить у липні — вересні.

## Поширення
Вид є ендеміком південно-центрального й південно-східного Китаю: зх. Гуансі, пд.-сх. Юньнань.
Населяє гірські ліси, зазвичай у долинах; на висотах від 1300 до 2300 метрів.